# 威廉·爱德华·韦伯
威廉·爱德华·韦伯（德語：Wilhelm Eduard Weber，1804年10月24日—1891年6月23日），德国物理学家，19世纪最重要的物理学家之一。国际单位制中磁通量的单位“韦伯”（缩写：Wb）是以威廉·韦伯的名字命名的。

## 生平

### 早年（哈勒）
威廉·韦伯1804年出生在神聖羅馬帝國薩克森威登堡，父亲是米夏埃尔·韦伯（Michael Weber）是神学家，哥哥恩斯特·海因里希·韋伯（Ernst Heinrich Weber，1795年－1878年）是生理学家，还有一个弟弟爱德华·弗里德里希·韦伯（Eduard Friedrich Weber，1806年－1871年）也是生理学家。
由于在法国大革命战争（1792年—1815年）时期爆发了解放战争（1813年—1815年），韦伯一家迁居到了哈勒，威廉·韦伯在这里读完中学，并参与了哥哥恩斯特·海因里希·韦伯关于波的运动实验研究，并于1825年在莱比锡出版了《Wellenlehre, auf Experimente gegründet》（基于实验的波的理论）一书。威廉·韦伯同时从1822年起在哈勒大学学习数学，研究风琴发声理论，1826年获得博士学位，1827年获得大学任教资格，并留校任教，1828年升为副教授。

### 哥廷根
1828年，他和哥哥恩斯特·海因里希·韦伯一起参加了由洪堡组织的德国自然科学学者和医生协会的第17次大会，他的演讲给德国著名数学家高斯留下了深刻的印象，很少夸奖人的高斯在给德国天文学家约翰·弗朗茨·恩克的信中写道：“我的生活因为他的出现而变得更加精彩，他的性格非常亲切而又富有天赋”（德语：In der Tat ist mir mein Leben durch sein Hiersein viel lieber geworden. Er ist ebenso liebenswürdig von Charakter als talentreich，1832年5月12日）。高斯后来邀请韦伯前往哥廷根大学，1831年接替去世的托比亚斯·迈尔（Tobias Mayer），任物理学教授。

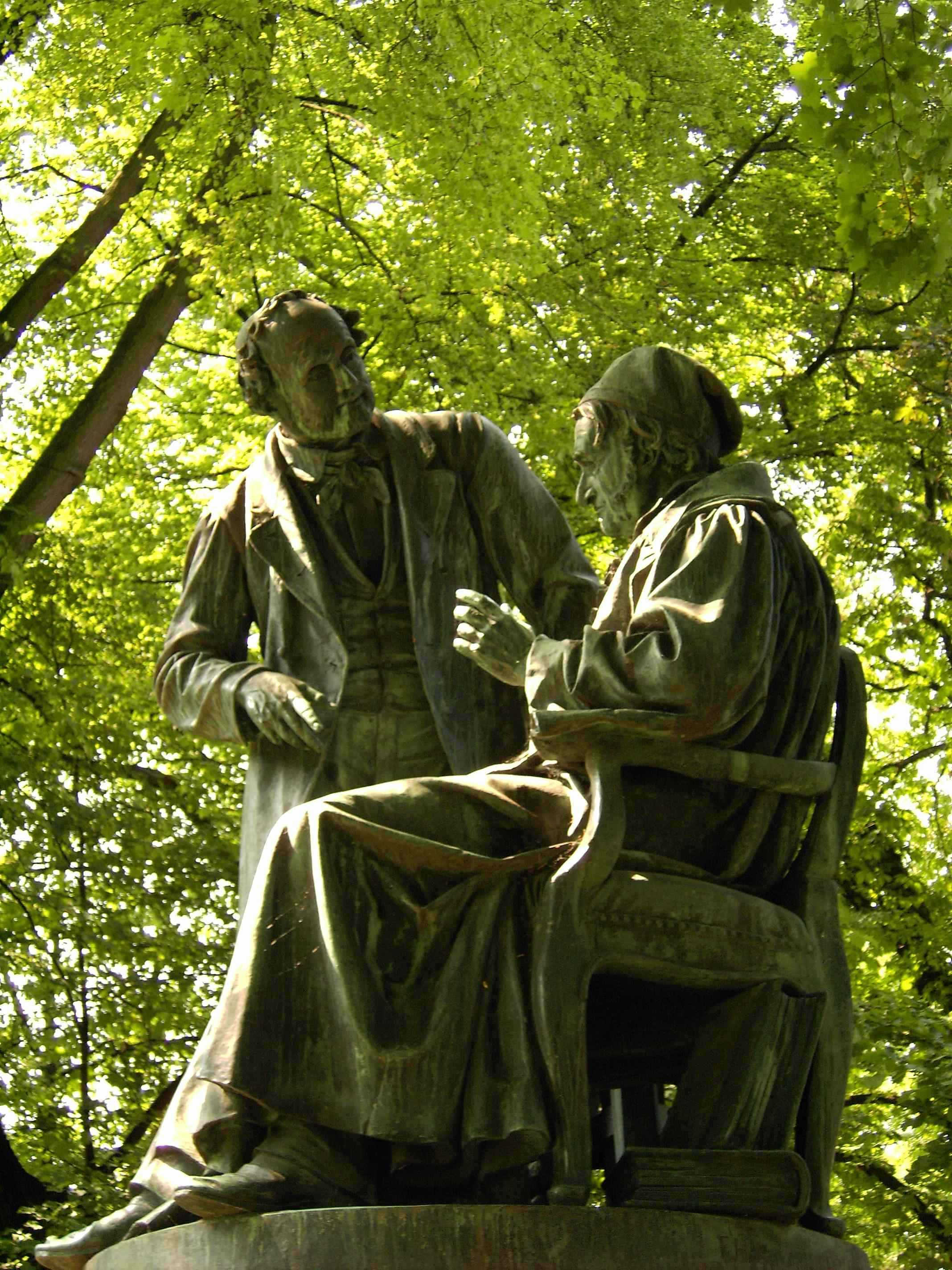
哥廷根市内的韦伯（左）和高斯像

在哥廷根，韦伯与卡尔·弗里德里希·高斯结下了深厚的友谊，并合作研究地磁学和电磁学，共事多年。他们在哥廷根市上空搭建了两条铜线，构建了第一台电磁电报机，在1833年的复活节实现了物理研究所到天文台之间距离约1.5千米的电报通信。1836年，韦伯、高斯和洪堡建立了哥廷根磁学协会。高斯在给洪堡的信中写道：“我们的韦伯独自一人架设了电报线……表现出惊人的耐心”（德语：Unser Weber hat das Verdienst, diese Drähte gezogen zu haben ... ganz allein. Er hat dabei unbeschreibliche Geduld erwiesen，1833年6月13日）。
除了广泛的电磁学实验外，韦伯还进行了物理生理学实验，他和弟弟爱德华·弗里德里希·韦伯在1836年出版了《Mechanik der menschlichen Gehwerkzeuge》（人类腿部力学）一书。
后来由于反对汉诺威废除1833年自由宪法，发生了哥廷根七君子事件，1837年12月14日，韦伯与其他六位教授（包括格林兄弟和高斯的女婿海因里希·埃瓦尔德）一同失去了教职。此后的1838年3月至8月间，韦伯出游柏林、伦敦和巴黎，此后生活在哥廷根，但并未任教。

### 莱比锡
韦伯的贡献主要和哥廷根联系在一起，被解职后，直到1843年，韦伯被莱比锡大学聘为物理学教授。1843年至1849年间，韦伯在莱比锡对电磁作用的基本定律进行了研究。19世纪初，可测重量物体的整个运动理论都是从经典力学定律尤其是牛顿运动定律推导而得，并在天文学上获得了惊人的成功，但并不是所有已知的物理现象都能得到合理的解释，如何确定不可估计重量物体的电、磁、热等量，仍旧没有解决方法，这在当时是一个重要的研究领域。韦伯在莱比锡首先开始继续磁学研究，先是建立了一座不含铁的天文台，他在莱比锡的研究在1846年提出电磁作用的基本定律时达到了顶峰。
韦伯于1846年至1878年间在电动力学（即电磁学）测量方法方面的研究具有重要的基础性意义，他发明了许多电磁仪器。1841年发明了既可测量地磁强度，又可测量电流强度的绝对电磁学单位的双线电流表；1846年发明了既可测量电流强度的电动力学单位，又可测量交流电功率的电功率表；1853年又发明了测量地磁强度垂直分量的地磁感应器。

### 重返哥廷根
德国爆发1848年革命后，1849年韦伯被允许返回哥廷根并任哥廷根天文台台长。重返哥廷根后，韦伯为建立电学单位的绝对测量做出了很多贡献，他提出了电流强度和电磁力的绝对单位，高斯在韦伯的协助下提出了磁学量的绝对单位。韦伯还提出了物质的电磁结构理论。
1856年，韦伯与鲁道夫·科尔劳施一起完成了确定电量的电动单位与静电单位之间关系的测量，得到的比值即是真空中的光速值，它将光学与电学神奇般地联系了起来，这一测量给予了后来麦克斯韦的光学电磁理论（光的电磁说）以重要的支持。科尔劳施1858年去世后，韦伯继续与莱比锡的物理学家和天文学家卡尔·弗里德里希·策尔纳（Karl Friedrich Zöllner）合作，他们与亥姆霍兹在韦伯电动力定理中的能量守恒进行了探讨。
韦伯在1870年退休后，晚年又发展了策尔纳的电荷原子概念，他们认为物质是由带电粒子构成的，这些带电粒子处于不同的稳定位置，符合韦伯力定律。利用这一模型，韦伯也解释了引力作用。韦伯和弗朗茨·诺依曼（Franz Neumann）发展的远距离电动力学统治了电动力学理论，一直到麦克斯韦场理论提出后才被取代，但是韦伯的原子结构模型在解释物质的电、磁、热特性方面是成功的。
韦伯和高斯提出的单位制于1881年在巴黎的一次国际会议上被确认，但是德国代表团团长亥姆霍兹在会议上建议用“安培”（Ampère）取代早已广泛使用的“韦伯”（Weber）作为电流强度的单位。此后的1935年，“韦伯”成为磁通量的正式单位。
1891年6月23日，韦伯在哥廷根去世，与马克斯·普朗克和马克斯·玻恩葬于同一墓地。